# راي ك. إدواردز
راي ك. إدواردز (بالإنجليزية: Ray K. Edwards)‏ هو عسكري أمريكي، ولد في 11 نوفمبر 1923 في شيكاغو في الولايات المتحدة، وتوفي في 12 سبتمبر 1942 في جوادالكانال في جزر سليمان.